# World Cup
„World Cup” – piosenka amerykańskiego YouTubera i streamera IShowSpeed. Singel został wydany 4 listopada 2022 roku przez Warner Records na cześć Mistrzostw Świata 2022 w piłce nożnej. Piosenka zyskała popularność dzięki teledyskowi, który do 20 kwietnia 2025 został wyświetlony ponad 175 milionów razy w serwisie YouTube.
We wrześniu 2024 nagranie uzyskało w Polsce certyfikat złotej płyty.

## Tło
IShowSpeed przed wydaniem singla zaczął w Internecie ukazywać swój wizerunek jako człowieka mającego wielką obsesję na punkcie piłki nożnej po tym, jak jego fan przekazał mu darowiznę na transmisji na żywo, dodatkowo pytając, kto jest jego ulubionym piłkarzem, na co odpowiedział: „Christo Ronaldo, sewy!”. Ów wypowiedź stała się viralem w Internecie. Speed został po tym zaproszony na mecz charytatywny Sidemen 2022, w którym wziął udział. Speed następnie wydał piosenkę „Ronaldo (Sewey)”, nawiązuje w niej do słynnej cieszynki Ronaldo zwanej „Siu”.

## Twórcy
Zaadaptowana z serwisu Tidal.
- IShowSpeed – produkcja, tekst, wokal
- WageeBeats – produkcja, tekst
- Joe Grasso – produkcja

## Pozycje na listach
| Lista (2022)                | Pozycja |
| --------------------------- | ------- |
| Holandia (Single Tip)       | 1       |
| Nowa Zelandia (RMNZ)        | 29      |
| Szwecja (Sverigetopplistan) | 6       |
| Wielka Brytania (OCC)       | 52      |